# MacDonald Critchley
Macdonald Critchley CBE (Bristol 2 de febrero de 1900 – 15 de octubre de 1997)  fue un neurólogo británico.

## Biografía
Hijo de Arthur Frank Critchley y Rosina Matilda (de soltera White); estudió medicina en la Universidad de Bristol.  Sirvió en el Real Cuerpo Aéreo. Su vida profesional se centró en el King's College Hospital y el National Hospital for Paralysis and Epilepsy, Queen Square "para paralizados y epilépticos". Su influencia se extendió por todo el mundo neurológico y fue Presidente de la Federación Mundial de Neurología . Estudió con Gordon Morgan Holmes, Samuel Alexander Kinnier Wilson y Francis Walshe . 
Durante la Segunda Guerra Mundial fue neurólogo en la Reserva Voluntaria de la Marina Real. 
Sus contribuciones se basaron en su poder de observación y en su minuciosa disección de la sensibilidad y del comportamiento humanos. Sus obras más conocidas trataban sobre la afasia y los lóbulos parietales .   Abrió una clínica de dolor de cabeza en el King's College Hospital y fue uno de los fundadores del "British Migraine Trust" . En 1966 presentó una ponencia en el "Primer Simposio sobre Migraña" sobre "Migraña: desde Capadocia hasta Queen Square", combinando su interés clínico con su amor por la historia. Critchley era un orador magnífico y autor de más de 200 artículos publicados sobre neurología y 20 libros, entre ellos The Parietal Lobes (1953), Aphasiology y biografías de James Parkinson y Sir William Gowers. Su último libro trata sobre la vida y la carrera de Hughlings Jackson, escrito junto con su esposa Eileen.
Se casó primero con Edna Morris desde 1927 hasta su muerte en 1974,  con quien tuvo dos hijos (uno de ellos el político Julian Critchley )  y en 1974 con Eileen Hargreaves. 
Vivió en Hughlings House , en Nether Stowey, Somerset, donde murió a los 97 años.  

## Epónimos asociados
- Síndrome de Adie-Critchley : síndrome de agarre y tanteo forzados.
- Síndrome de Klein-Levine-Critchley :Un síndrome de hipersomnia e hiperfagia.
- Síndrome de Levine-Critchley : acantocitosis (neuroacantocitosis con trastornos neurológicos detallados por Edmund Critchley, no por Macdonald Critchley).